# Кожуф
Кожуф — горный хребет на Балканах. Находится в южной части Северной Македонии (около 80 %) и частично в Греции (около 20 %).

## Описание
Общая площадь гор составляет около 1000 км². Расстояние по прямой между самой северной и самой южной точкой составляет 40 км, а между западной и восточной — 45 км. Хребет состоит из нескольких плиоценовых вулканических конусов. Горы сложены сланцами и известняками.
На западе горы доходят до реки Блашица, а северо-западная часть тянется от села Мрежичко мимо сёл Конопшите и Бошава до города Демир-Капия. Горы Кожуф примечательны тем, что являются первым естественным барьером Северной Македонии, непосредственно подверженным влиянию Эгейского морей. Самая высокая точка — расположенная на границе с Грецией гора Порта (или Зеленберг) высотой 2172 м.
Склоны гор покрыты хвойными лесами, произрастают сосна обыкновенная, сосна чёрная, пихта, можжевельник. Широколиственная зона представлена в основном буком и дубом. Высокогорья занимают обширные альпийские луга, используемые как пастбища.
В горах имеются термальные источники с минеральной водой: у села Мрежичко, в урочищах Топли-Дол, Кисела-Вода и в местности «Алшар» у Топлека.
В горах Кожуф ведётся строительство современного горнолыжного комплекса. До гор проще всего добраться из северомакедонского города Гевгелия.

## История
Во время Первой мировой войны в районе гор Кожуф проходили сражения Салоникского фронта. Во времена Второй мировой войны в горах Кожуф были сформированы югославские 3-я и 7-я македонские ударные бригады.